# Abu Sadreyn
Abu Sadreyn (em persa: ابوصدرين, também romanizada como Abū Şadreyn; também conhecida como Farāzān e Rūstā-ye Abū Şadreyn) é uma aldeia do distrito rural de Nasar, no condado de Abadan, na província de Khuzistão, Irã.
Segundo o censo de 2006, sua população era de 215 habitantes, em 48 famílias.